# دي كاروسو
دي كاروسو (بالإنجليزية: Dee Caruso)‏ هو كاتب سيناريو أمريكي، ولد في 7 أبريل 1929 في الولايات المتحدة، وتوفي في 27 مايو 2012 في برينتووود في الولايات المتحدة بسبب ذات الرئة.

## وصلات خارجية
- دي كاروسو على موقع IMDb (الإنجليزية)
- دي كاروسو على موقع أول موفي (الإنجليزية)
- دي كاروسو على موقع قاعدة بيانات الأفلام السويدية (السويدية)
- دي كاروسو على موقع قاعدة بيانات الفيلم (الإنجليزية)
- دي كاروسو على موقع كينوبويسك (الروسية)